# Palasari Hilir
Palasari Hilir is een bestuurslaag in het regentschap Sukabumi van de provincie West-Java, Indonesië. Palasari Hilir telt 10.416 inwoners (volkstelling 2010).